# 扎利夏 (科韋利區)
51°29′33″N 23°44′37″E / 51.49250°N 23.74361°E
扎利夏（羅馬化：Zalissia）是烏克蘭的村落，位於該國西部沃倫州，由科韋利區負責管轄，面積0.54平方公里，海拔高度164米，2001年人口272，人口密度每平方公里506.52人。